# Гай Фламиний (консул 187 года до н. э.)
Гай Флами́ний (лат. Gaius Flaminius; умер после 183 года до н. э.) — римский военачальник и политический деятель из плебейского рода Фламиниев, консул 187 года до н. э.

## Происхождение
Гай Фламиний принадлежал к незнатному плебейскому роду. Его отец того же имени был «новым человеком», но стал вождём демократической «партии» и сделал блестящую карьеру. Дважды он избирался консулом (на 223 и 217 годы до н. э.), один раз цензором (на 220 год до н. э.) и погиб в битве у Тразименского озера. Отец Гая-старшего, согласно консульским фастам, носил тот же преномен — Гай.

## Биография
Гай Фламиний впервые упоминается в источниках в связи с событиями 210 года до н. э.: тогда он был квестором Публия Корнелия Сципиона (впоследствии Африканского) в Испании. Но следующий шаг в своей политической карьере он сделал только в 196 году до н. э., став курульным эдилом; в этом качестве Фламиний раздал народу по символической цене миллион мер пшеницы, присланный для него сицилийцами (его отец когда-то был наместником Сицилии).
В 193 году до н. э. Гай Фламиний занял должность претора, и по результатам жеребьёвки его провинцией стала Ближняя Испания. Предыдущий наместник Секст Дигитий вёл войну с местными племенами, в которой не было больших сражений, но всё-таки потерял половину армии; в этой ситуации Гай Фламиний постарался распространить в Риме слухи о том, что в провинции сложилась тяжёлая обстановка, и потребовал дополнительные воинские контингенты. Согласно Валерию Антиату, он набирал воинов в Сицилии и в Африке, а потом ещё и в Испании. Прибыв в свою провинцию, консул взял город оретанов Инлукия и разместил свою армию на зимних квартирах. В течение зимы произошёл ряд стычек, в которых римская армия несла чувствительные потери. В дальнейшем сенат трижды продлевал полномочия Фламиния в Ближней Испании.
В 187 году до н. э. Фламиний стал консулом вместе с патрицием Марком Эмилием Лепидом. Последний, будучи врагом Марка Фульвия Нобилиора, поддержал послов из города Амбракия в Этолии, заявивших, что Нобилиор самовольно начал войну с их родиной. Фламиний встал на сторону Марка Фульвия, своего коллеги по двум магистратурам, но сенат всё же вынес решение в пользу амбракиотов. Затем оба консула отправились на войну с лигурами; Фламиний сделал это позже из-за болезни. В конце года он приезжал в Рим для организации очередных выборов магистратов, а в начале 186 года до н. э. сдал командование своему преемнику.
В свой консульский год Гай Фламиний построил Малую Фламиниеву дорогу, которая связала Бононию с Аррецием. Позже он участвовал в основании колонии Аквилея; это событие датируют 183—181 годами до н. э.